# キャピトル・レコード・ナッシュビル
キャピトル・レコード・ナッシュビル (英語: Capitol Records Nashville) は、アメリカ合衆国テネシー州ナッシュビルにある大手レコードレーベル。ミュージック・コーポレーション・オブ・アメリカの一部として操業している。1991年から1995年、「リバティ・レコード」という名であったが、1995年、キャピトル・ナッシュビルに戻った。1994年から1995年の短期間、リバティは姉妹レーベルの「ペイトリオット・レコード」を操業していた。1999年EMIはヴァージン・レコード・ナッシュビルを開始したが、2001年までにキャピトルが吸収した。2010年、姉妹レーベルのEMIナッシュビルを開始した。2011年3月23日、アラン・ジャクソンは自身のACRレコードとキャピトルのEMIナッシュビル部門の提携を契約した。
キャピトル・ナッシュビルには著名なコメディ・アーティストも複数所属している。

## キャピトル・ナッシュビル所属アーティスト
キャピトル・ナッシュビルに所属するアーティストを以下に示す。
- ダークス・ベントリー
- ルーク・ブライアン
- ミッキー・ガイトン
- チャールズ・ケリー
- レディ・アンテベラム
- リトル・ビッグ・タウン
- ジョン・パーディ
- ダリアス・ラッカー
- キース・アーバン

## EMIレコード・ナッシュビル所属アーティスト
EMIレコード・ナッシュビルに所属するアーティストを以下に示す。
- ゲイリー・アラン
- ブラザーズ・オズボーン
- エリック・チャーチ
- ヘイリー・ジョージア
- アラン・ジャクソン
- エリック・ペイズリー
- ヒラリー・スコット&スコット・ファミリー

## 以前所属していた主なアーティスト
- トレイス・アドキンス
- ガース・ブルックス
- キックス・ブルックス
- グレン・キャンベル
- マール・ハガード
- バーバラ・マンドレル
- ミンディ・マクリーディ
- ジェネット・マッカーディ
- アン・マレー
- ウィリー・ネルソン
- ニッティー・グリッティー・ダート・バンド
- ザ・レンチ
- ケニー・ロジャース
- ロイ・ロジャース
- リンダ・ロンシュタット
- ラッセル・スミス
- タニヤ・タッカー
- ドッティ・ウエスト